# Raphael Encaoua
 (octobre 2012).
Si vous disposez d'ouvrages ou d'articles de référence ou si vous connaissez des sites web de qualité traitant du thème abordé ici, merci de compléter l'article en donnant les références utiles à sa vérifiabilité et en les liant à la section « Notes et références ».
Raphael Ben Mordechai Encaoua  (9 décembre 1847 à Salé - 3 août 1935), était le grand-rabbin du Maroc, écrivain, talmudiste, essayiste, posseq et Mekoubal (kabbaliste). Sa date de décès est le 4 Menachem Av.

## Biographie
Né à Salé, au Maroc le 9 décembre 1847, il est connu par les juifs d'Afrique du Nord comme « Malach Raphaël » ou « l'Ange Raphaël ». En 1880, il devient président du tribunal rabbinique ou Beit Din de Salé et fonde une école talmudique dans cette même ville. En 1918, il est nommé premier président de la Haute Cour rabbinique de Rabat. Admiré pour sa sagesse, son ouverture d'esprit, son sens de la justice, son autorité morale et son charisme, il a publié de nombreux ouvrages sur la jurisprudence, notamment Karne Reem (Jérusalem, 1910), Hadad Vetema (Jérusalem, 1978), Paamone Zahav (Jérusalem, 1912), et Paamon Ve-Rimon (Jérusalem, 1967),.

## Funérailles
Ses funérailles, le 5 août 1935, sont un événement remarquable dans l'histoire de la communauté juive marocaine au XXe siècle, symbolisant la tolérance et la cohésion. Plus de 50 000 fidèles ont participé à l'enterrement, et après sa mort, sa tombe est devenue un lieu de pèlerinage vénéré par de nombreux juifs. Rabbi Ankawa a aujourd'hui des centaines de descendants, principalement au Maroc, en Israël, en France, et aux États-Unis.